# Anonim szerencsejátékosok
A Névtelen Szerencsejátékosok (angolul Gamblers Anonymous, rövidítése: G. A.) olyan közösség, mely szerencsejáték-függő embereknek próbál segíteni.
A közösség meghatározása saját magáról:
A Névtelen Szerencsejátékosok olyan férfiak és nők közössége, akik megosztják egymással tapasztalataikat, erejüket és azon reményüket, hogy megoldhatják közös problémájukat és segíthetnek másoknak is felépülni a játékproblémából.
A közösséghez való tartozásnak az egyetlen feltétele: a vágy, a szerencsejáték űzésének abbahagyására. A GA tagság nem jár semmilyen díjjal, a saját hozzájárulásaikból tartják fenn magukat.
A GA nem szövetkezik semmiféle szektával, felekezettel, politikai vagy gazdasági intézménnyel, nem kíván vitába bonyolódni, és nem támogat vagy ellenez semmiféle külső ügyet. Elsődleges céljuk tartózkodni a szerencsejátékoktól, és más kényszeres szerencsejátékosoknak is segítséget nyújtani ebben.
A legtöbben vonakodnak beismerni, hogy a szerencsejáték problémát jelent a számukra. Senki sem gondol szívesen arra, hogy különbözik a környezetében élőktől.  Minden kényszeres szenvedélyes szerencsejátékos legnagyobb álma, hogy valamikor, valahogyan kontrollálni tudja majd a játékát. Sokan a börtön kapuig, az őrület határáig, vagy akár a halálig ragaszkodnak hozzá.
A szerencsejáték társadalmi veszélyessége napjainkban egyre magasabb.

## Története
A Névtelen Szerencsejátékosok Közössége két ember 1957 januárjában történt véletlen találkozásából indult ki. Ennek a két embernek leírhatatlanul kisiklott és nyomorúságos élete volt a szerencsejátékok miatt. Miután rendszeresen kezdtek találkozni, a hónapok múlásával egyikük sem tért vissza a szenvedélyéhez.
Azt a következtetést vonták le beszélgetéseikből, hogy a visszaesés megelőzéséhez, bizonyos személyiségváltozásokra van szükség. Ahhoz, hogy ezt elérjék, azokat a spirituális elveket használták, mint az a sok ezer ember, aki felépült más szenvedélybetegségből. A spirituális szó jelen esetben azokat a legértékesebb emberi értékeket jelenti, mint a kedvesség, nagylelkűség, becsületesség és az alázatosság. Ezen kívül azért, hogy elérjék a teljes játékmentességet, úgy érezték életbevágóan fontos, hogy segítséget nyújtsanak más, kényszeres szenvedélyes szerencsejátékosoknak is, átadva a remény üzenetét.
Egy prominens újságíró és TV kommentátor által nyújtott kedvező hírverésnek köszönhetően megtartották az első csoportos találkozót, 1957. szeptember 13-án, pénteken Los Angelesben, Kaliforniában. Azóta a Közösség állandóan növekszik, és a csoportok hatékonyan működnek világszerte.
Az addiktológia tudománya részletesebben ír a szerencsejátékoktól való függőségről.
Húsz kérdés
1.                   Játszottál-e már a munkaidőd vagy az iskola rovására?
2.                   Előfordult-e valaha, hogy a játék miatt boldogtalanná vált az otthoni életed?
3.                   Érintette-e már a jó híredet a játék?
4.                   Éreztél-e valaha lelkiismeret furdalást a játék után?
5.                   Játszottál-e valaha is azért, hogy pénzt szerezz az adósságaid visszafizetésére, vagy, anyagi nehézségeid rendezésére?
6.                   Gátolt-e a játék a törekvéseidben, és abban, hogy hatékony legyél?
7.                   Vesztés után érezted-e azt, hogy amilyen hamar csak lehet vissza kell menned visszanyerned, amit elvesztettél?
8.                   A nyerést követően éreztél-e erős vágyat arra, hogy minél előbb visszatérj, és még többet nyerj?
9.                   Gyakran előfordult-e veled az, hogy eljátszottad az utolsó fillérjeidet is?
10.             Kértél-e már kölcsön a játék miatt?
11.             Eladtál-e már bármit is a játék miatt?
12.             Vonakodtál-e valaha, hogy a „játékra szánt pénzt” normális kiadásokra fordítsd?
13.             Megtörtént-e, hogy a játék miatt elhanyagoltad önmagad vagy a családod?
14.             Játszottál-e már hosszabb ideig, mint tervezted?
15.             Játszottál-e valaha is azért, hogy így menekülj el az aggodalmaid és a gondjaid elől?
16.             Elkövettél-e már törvénybeütköző dolgot vagy fontolóra vetted, már egy ilyen tett elkövetését, hogy így szerezz pénzt a játékra?
17.             Okozott-e a játék alvásproblémát?
18.             A veszekedések, csalódások vagy feszültségek arra késztetnek-e, hogy játssz?
19.             Érezted-e már azt, hogy valamilyen jó szerencsét, egy-két óra játékkal kellene megünnepelned?
20.             Gondoltál-e már öngyilkosságra, vagy arra, hogy tönkre mehetsz a játék következtében?
A legtöbb kényszeres szenvedélyes szerencsejátékos igennel fog felelni a kérdések közül legalább hétre.
Ki lehet G.A. tag?
Bárki, akinek a szerencsejáték problémát jelent, és rendelkezik a vággyal az abbahagyásra.
Hogy lehet tag valaki?
Úgy, hogy elmegy egy gyűlésre. A GA nem vezet nyilvántartást a tagokról. Nincs jelenléti ív. Nincs a tagokkal kapcsolatos adminisztráció. Nincs belépési és kilépési procedúra.

## A betegségről
Ez egy progresszív betegség. Meggyógyulni ebből nem lehet, csupán csak a „tüneteket” lehet megszüntetni. A szenvedélyes, kényszeres szerencsejátékosoknak attól a pillanattól kezdve, hogy felismerték és elfogadták a betegségüket, onnantól kezdve életük végéig foglalkozniuk, kezelniük kell ezt a problémát. A cukorbetegséghez hasonlóan ezt sem szabad elhanyagolni.
Maga „kezelés” tulajdonképpen egy csoportterápia, ahol segítenek a szerencsejáték ellen küzdő tagok egymásnak végigcsinálni a tizenkét lépést, amelyet a Gamblers Anonymous szervezet ajánl.